# St. Mauritius (Bochingen)

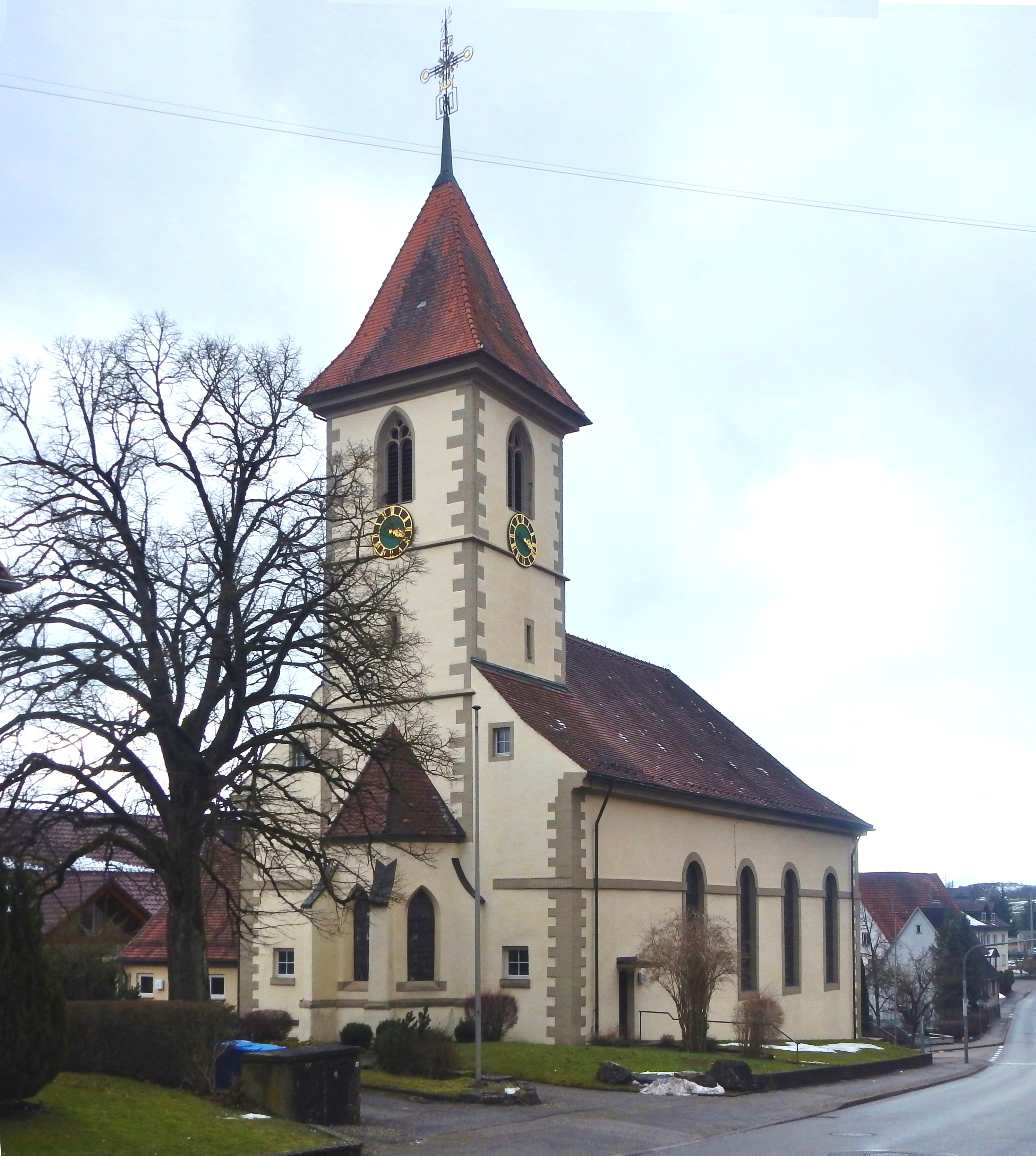
St. Mauritius in Bochingen

St. Mauritius ist eine katholische Pfarrkirche in Bochingen, einem Stadtteil von Oberndorf am Neckar im Landkreis Rottweil in der Diözese Rottenburg-Stuttgart. In ihrer jetzigen Form wurde sie 1812 von Friedrich Bernhard Adam Groß erbaut. Turm und Chor sind spätgotisch.

## Kirchengeschichte
Das Patrozinium St. Mauritius, schriftlich erstmals 1529 genannt, könnte auf das 10. Jahrhundert verweisen. Vermutlich gab es schon beim Übergang Bochingens an das Bistum Chur im 10. Jahrhundert eine Pfarrei, die erst Anfang des 13. Jahrhunderts selbständig wurde. Der erste bekannte Pfarrer in Bochingen wird im Liber constructionis monasterii ad St. Blasium für das 11. Jahrhundert mit Lutholdus presbyter de Bochingen benannt. 1364 wird diese Pfarrei für Bochingen, Sigmarswangen und das abgegangene Dorf Haarhausen in den Sprengel des Oberndorfer Augustinerklosters eingefügt. Bochingen wurde zu einem Schwerpunkt der klösterlichen Grundherrschaft des Augustinerklosters, das sich diese Herrschaft mit anderen Klöstern teilte. Der Kirchensatz gehörte seit 1559 dem Augustinerkloster Oberndorf. Die ältesten Pfarrbücher reichen nach der Bochinger Chronik von Bachmor bis zum Jahr 1588 zurück. Bis 1805 wurde St. Mauritius durch Pfarrvikare betreut. Mit der Aufhebung des Klosters fiel das Patronatsrecht an Württemberg. Vom 6. Jahrhundert bis zum Beginn des 19. Jahrhunderts gehörte Bochingen kirchlich zum Bistum Konstanz und unterstand dem Archidiakonat „Vor dem Walde“ oder „Vorwald“ (archidiaconatus ante nemus sive nigrae silvae), hier dem Landkapitel Rottweil bzw. seit 1814 dem Landkapitel Oberndorf. Seit 1827 gehört die Kirche zum Bistum Rottenburg.

## Architektur und Ausstattung

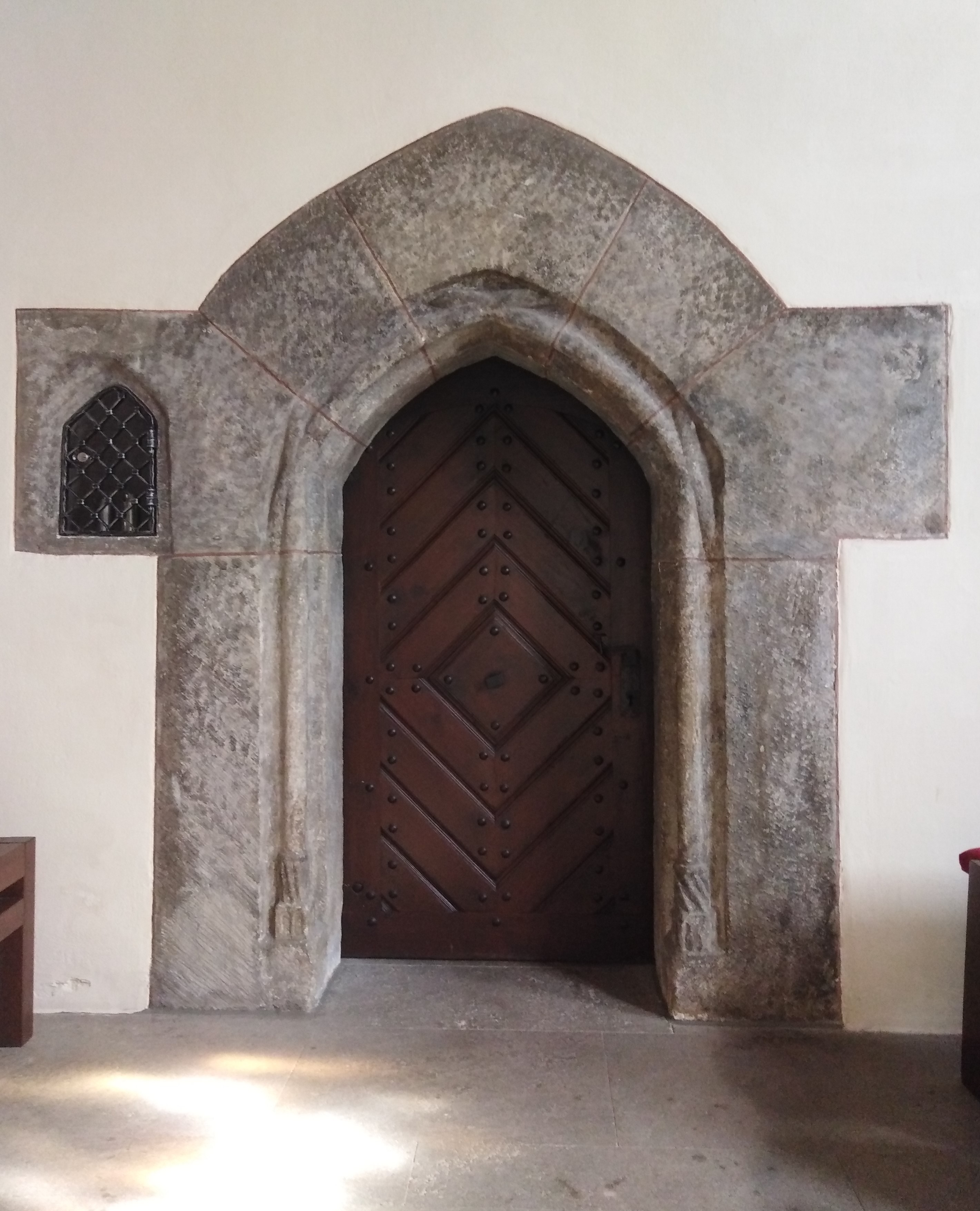
Turmzugang

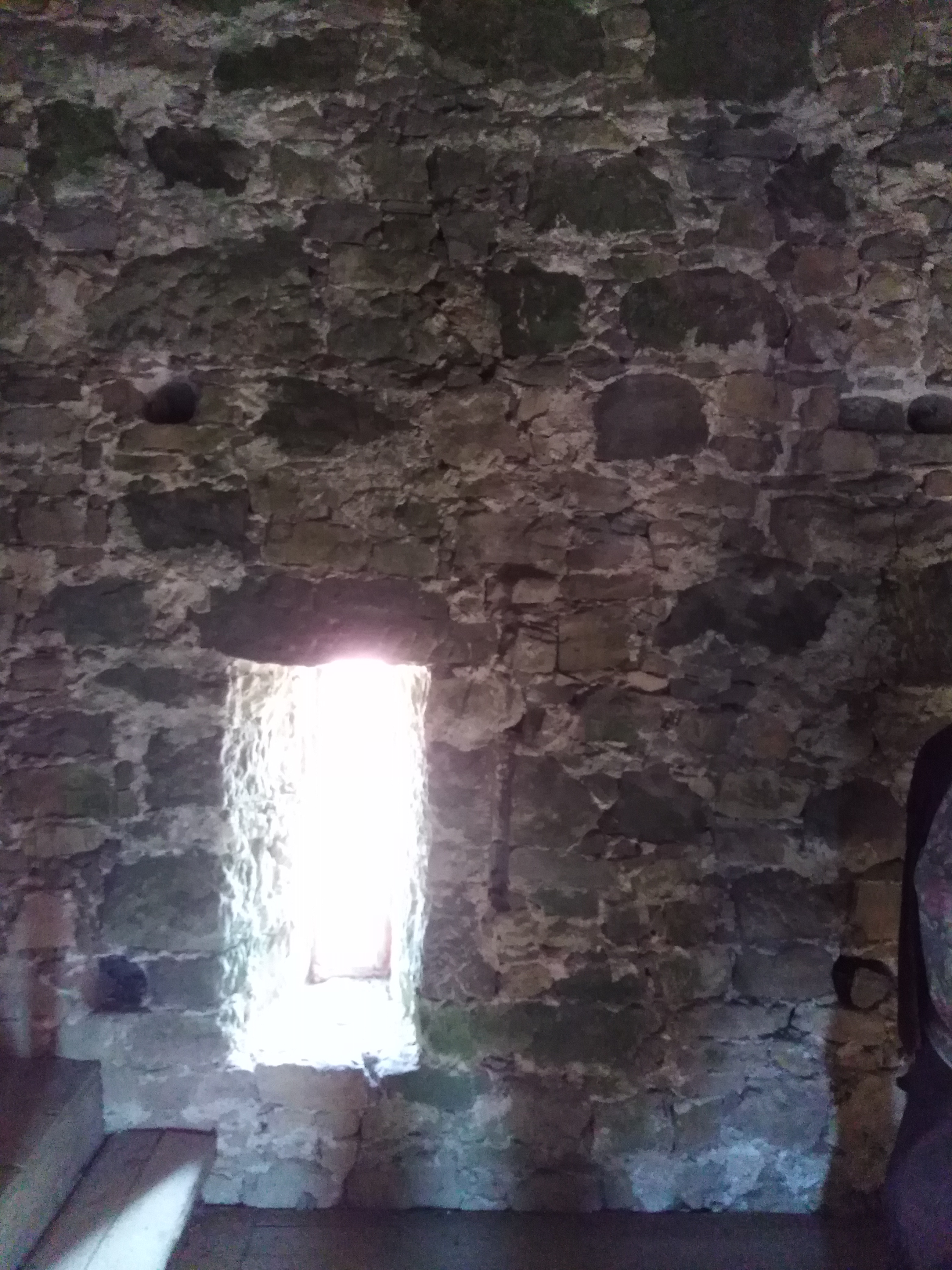
Bruchsteinmauerwerk des Turms

### Außenbau
Die Kirche ist kein einheitliches Bauwerk, sondern vereint Spätgotik (Turm und Chor) und Rundbogenstil (Langhaus). An das neue von Friedrich Bernhard Adam Groß 1811/1812 erbaute Schiff stößt gegen Osten der alte Chorturm und hieran eine polygone mit starken Strebepfeilern besetzte Chornische – beide spätgotisch. Der Turm hat vier Stockwerke, im letzten gefüllte Schallfenster und darauf ein spitzes vierseitiges Zeltdach. Die Decke des Schiffes ist eben, der Triumphbogen spitz.
Beim Anbau des Schiffes 1811/12 wurde der alte gotische Chor – so Bachmor – romanisiert, die gotischen Spitzbogenfenster herausgeschlagen und Rundbogenfenster eingesetzt. Man trennte die Chornische ab, indem man sie vergipste und nutzte den Chor als Sakristei. 1855 ließ Pfarrer Bachmor (1816–1886) den Mittelaltar entfernen, den Chorbogen höher sprengen, diesen in einen gotischen Spitzbogen auslaufen und das Chorgewölbe von Maler Sayer aus Rottweil in ein düsteres, einförmiges Blau – besät mit Messingsternen – fassen.
Der Chor hat ein bemerkenswertes Netzgewölbe. Es ruht auf neun Konsolen mit Heiligenbrustbildern und Evangelistensymbolen: St. Andreas, St. Martha und St. Jakobus der Ältere; Löwe, Stier (beide geflügelt), Adler und Mensch sowie vier kleine Kinder (Seelen) und zwei nackte, sich umschlingende Kinder mit Heiligenscheinen. Auf den drei Schlusssteinen sind der Weltheiland, Maria mit dem Kinde und auf einem großen rechteckigen Schild der hl. Mauritius, ein Ritter mit Schild und Fahne, auf dem drei Vögel zu sehen sind.
Nach 1855 wurde die Kirche in vier Renovierungen (1920, 1973, 1984, 1998) teilweise neu gestaltet.

### Innenraum
Aus dem zu Anfang des 19. Jahrhunderts säkularisierten Kloster Bernstein wurden Altäre im Rokokostil in die Pfarrkirche gebracht. Ein Hochaltar verdeckte den Chor, der zur Sakristei wurde. Es entstand so ein Gotteshaus im Stil eines „evangelischen Betsaals“. Die Wandstatuen der Heiligen Josef und Johannes rechts im Kirchenschiff sind ein Werk des Schömberger Holzbildhauers Urban Faulhaber (1711–1780). Der Taufstein stammt aus Brittheim und trägt die Jahreszahl 1785. An den Wänden des Chors wurden Holzskulpturen von Petrus, Paulus, Mauritius und Candidus aus der Mayer’schen Hofkunstanstalt zu München angebracht. 1882 ließ Bachmor die Decke von Maler Steinwand aus Horb bemalen.
Mit der Innenrenovierung von 1973 erhielt die Kirche im Wesentlichen ihre jetzige Gestalt. Der Hochaltar, den Pfarrer Bachmor hatte anschaffen lassen, und die Kanzel wurden entfernt, der Beichtstuhl verlegt. Restaurator Lorch aus Sigmaringen trug fünf Übermalungen ab und gab Turmportal und Chorgewölbe ihre gotische Ursprünglichkeit zurück. Die von Franz Engelfried aus Rottenburg 1850 gebaute Orgel, die damals eine Kleinorgel von Gausser in Schömberg (1805) ersetzte, wurde instand gesetzt. Die Glasfenster im Chor sind eine Arbeit von Hermann Geyer, Altar, Ambo, Kerzenleuchter und Tabernakel von Franz Bucher.

### Glocken
Nach der Bachmorschen Chronik gab es zunächst im 19. Jahrhundert drei Glocken. Die größte wurde 1823 in Reutlingen von Joh. Kurz und Sohn gegossen. Die zweite hatte die Umschrift: „Joh. Benjamin Grieninger in Villingen gos mich 1766.“ Die dritte und kleinste Glocke war mit vier kleinen Kruzifixen geschmückt und hatte eine unleserliche Inschrift in lateinischen Majuskeln. Anfang des 20. Jahrhunderts wurden diese Glocken eingeschmolzen und vier neue von der Glockengießerei Grüninger in Villingen geschaffen. Drei dieser Glocken mussten 1916 kriegsbedingt abgeliefert werden. 1921 erhielt die Kirche drei neue Glocken, die am 30. April 1942 an die Reichsstelle für Metalle abgeliefert wurden. Die kleinste verblieb in St. Mauritius.
Nach dem Krieg stiftete Johann Glück aus Köln der Bochinger Kirche aus Dankbarkeit eine neue Glocke, die kurz vor der Währungsreform 1949 geweiht wurde. 1954 erfolgte die Glockenweihe von zwei weiteren Bronzeglocken mit den Tönen e und fis. Sie stammen aus der Glockengießerei Bachert aus Heilbronn.

## Galerie
Pfarrkirche St. Mauritius – Rippengewölbe des Chorraumes – Schlusssteine und Konsolen

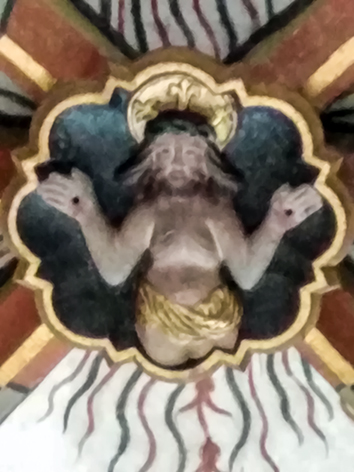
Jesus als Schmerzensmann
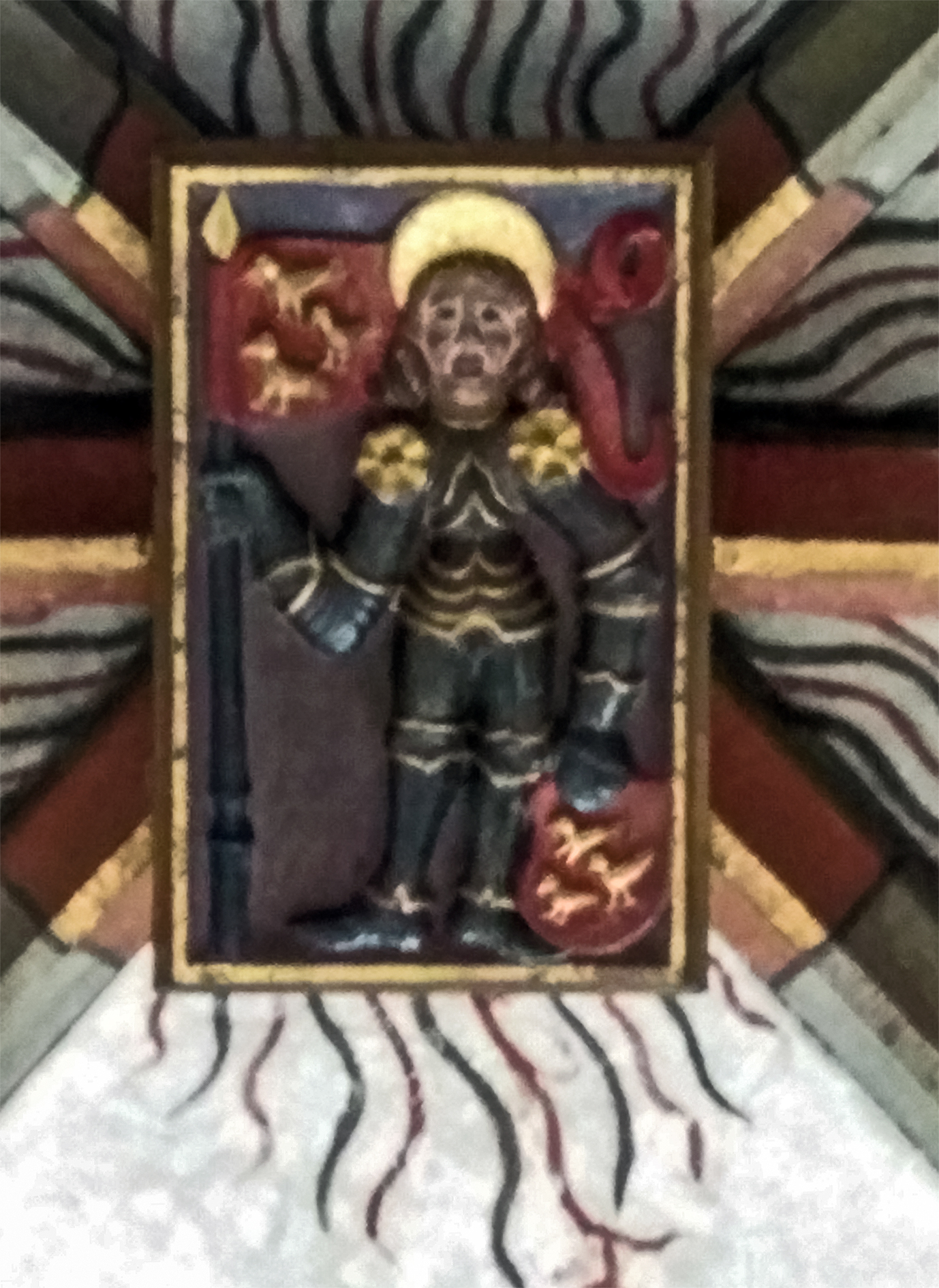
Hl. Mauritius
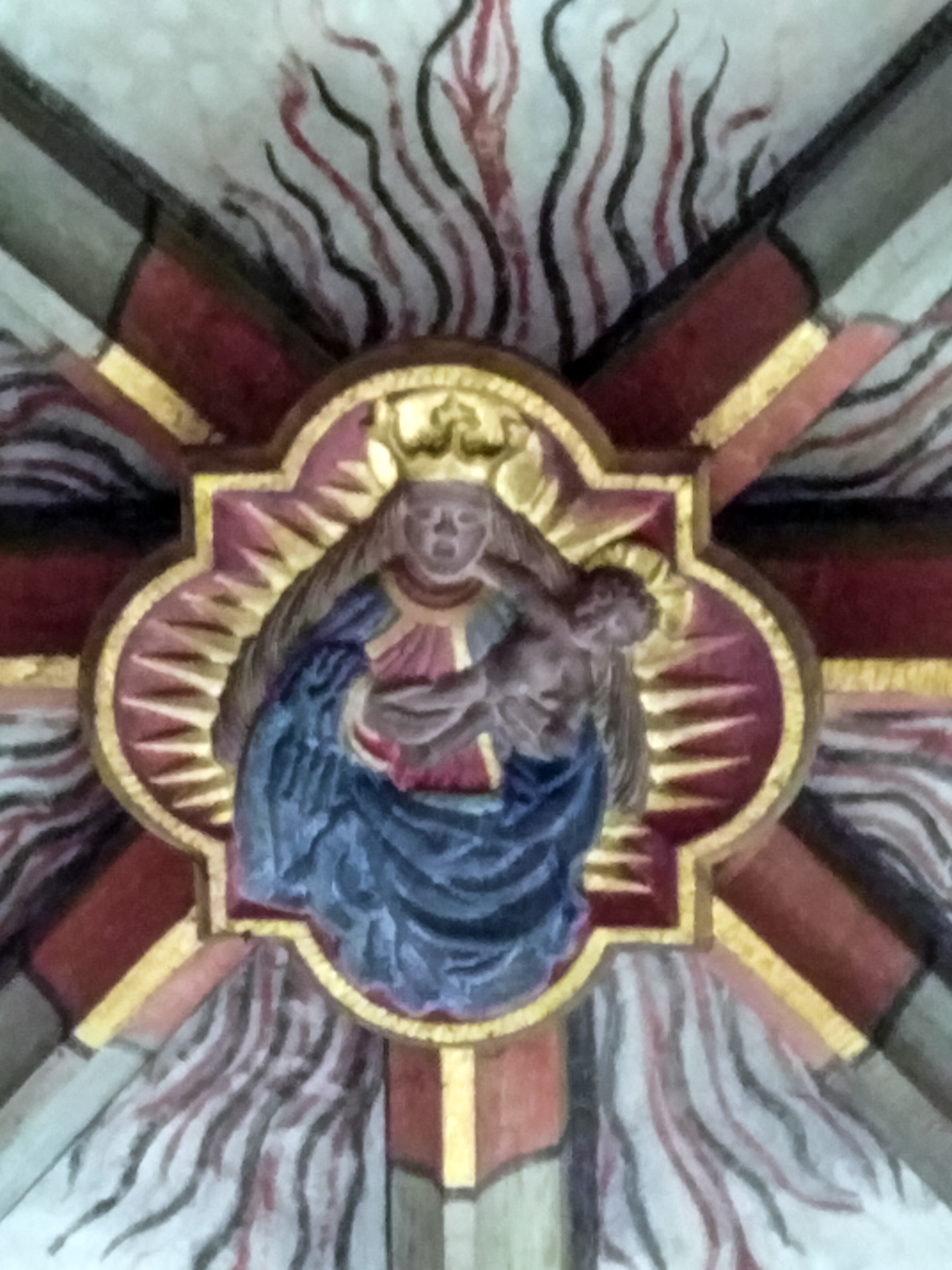
Madonna mit Kind
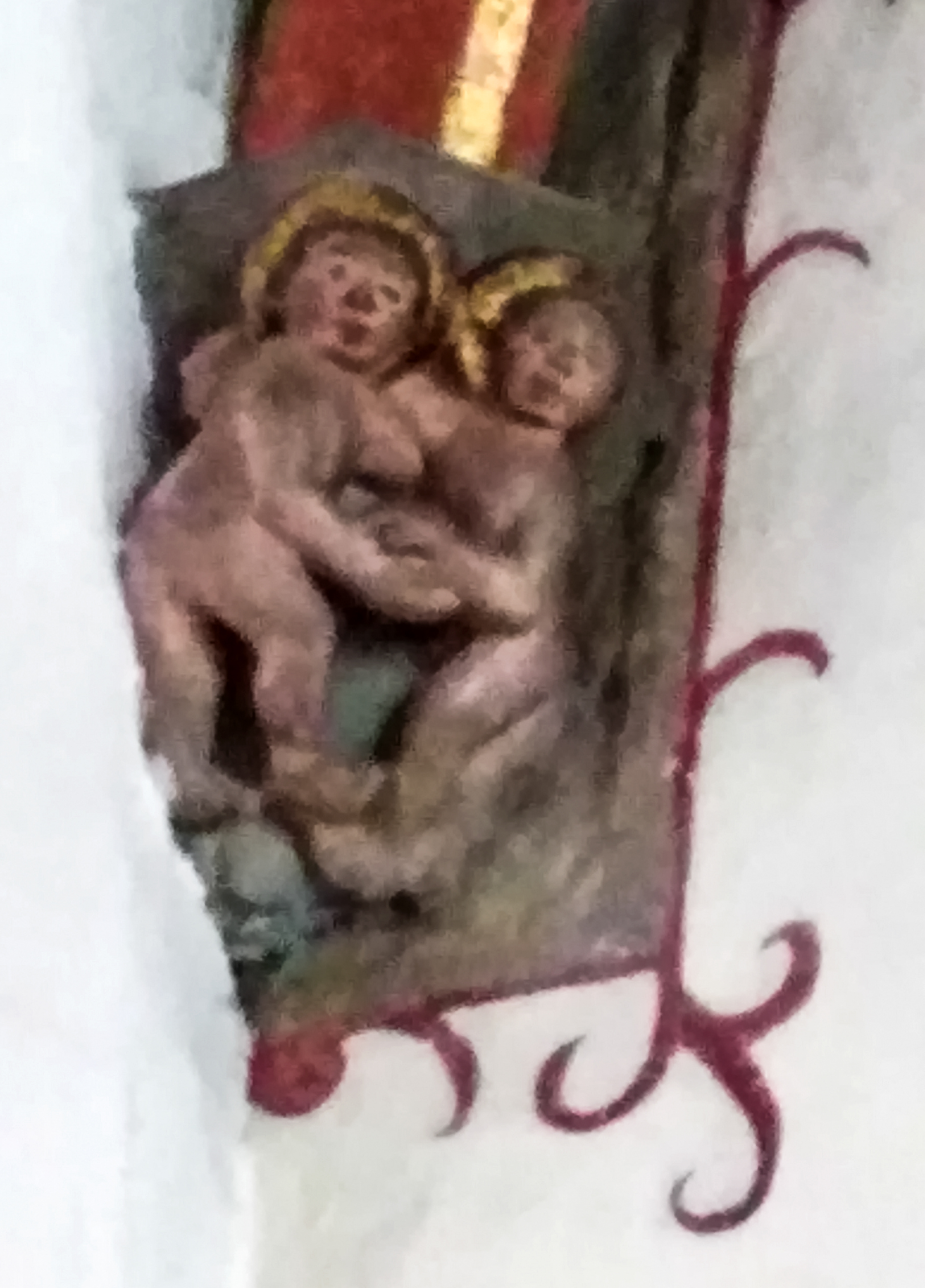
Unschuldige Kinder
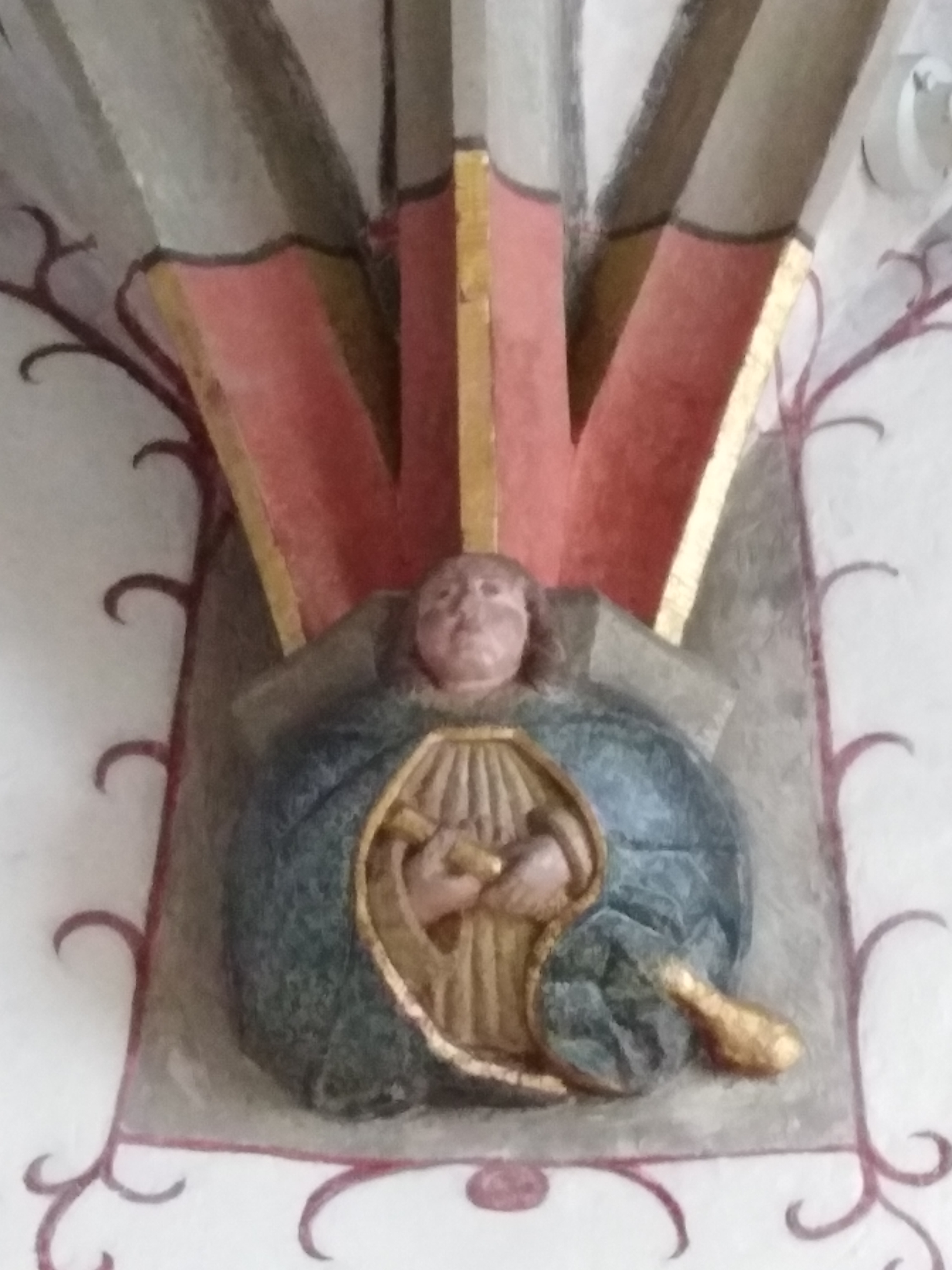
Hl. Martha
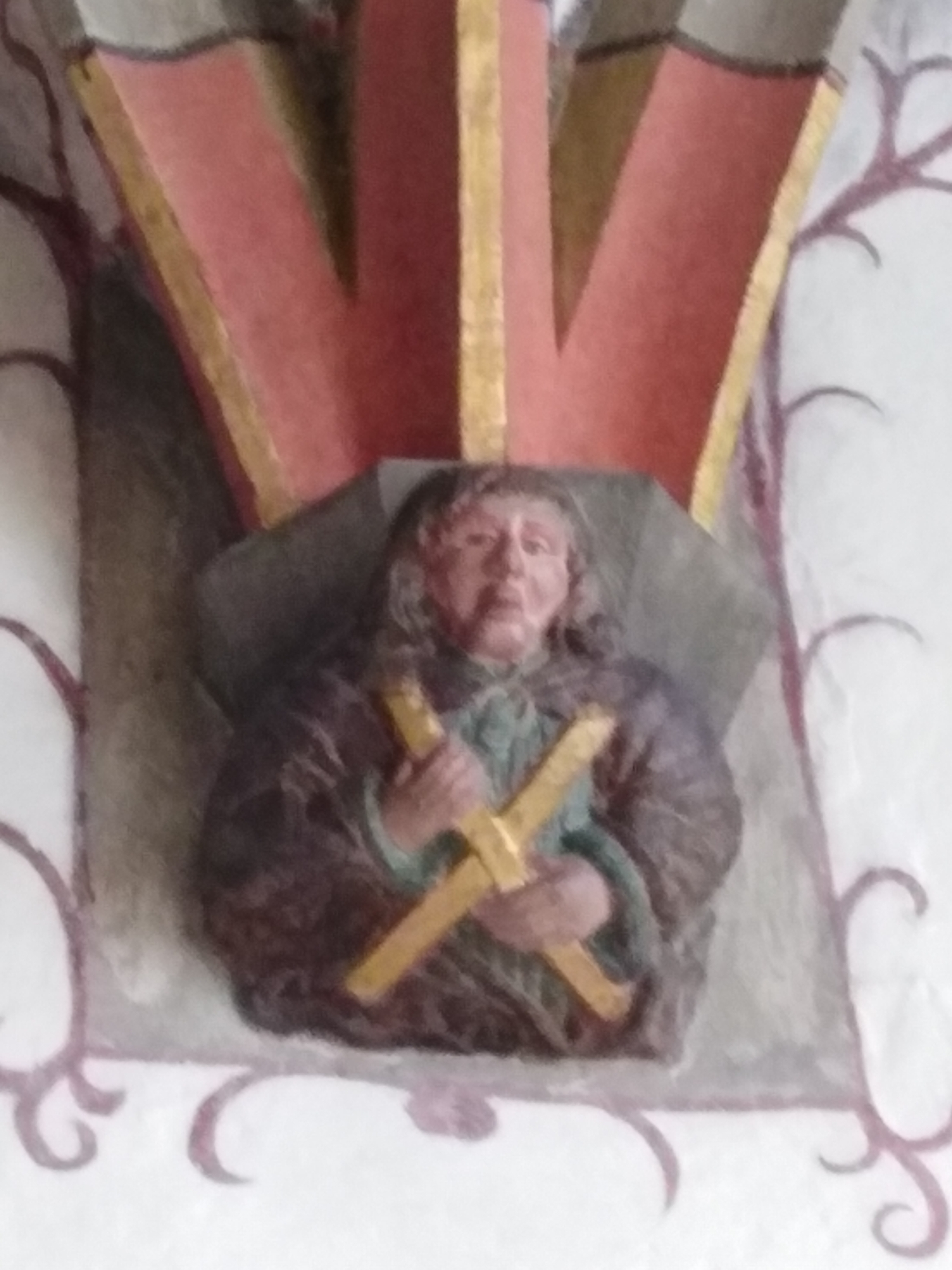
Hl. Andreas mit Andreaskreuz
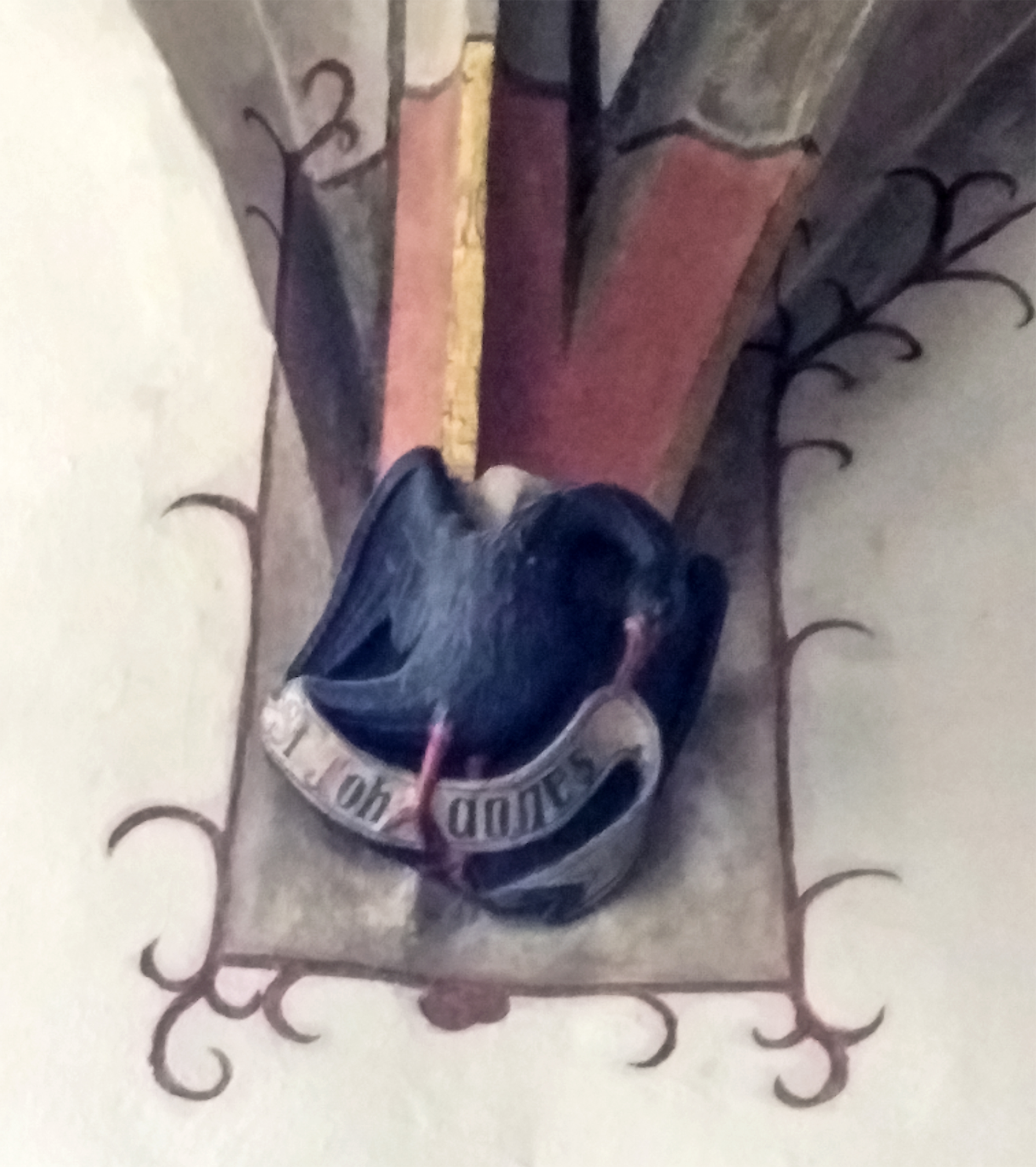
Adler – Evangelist Johannes
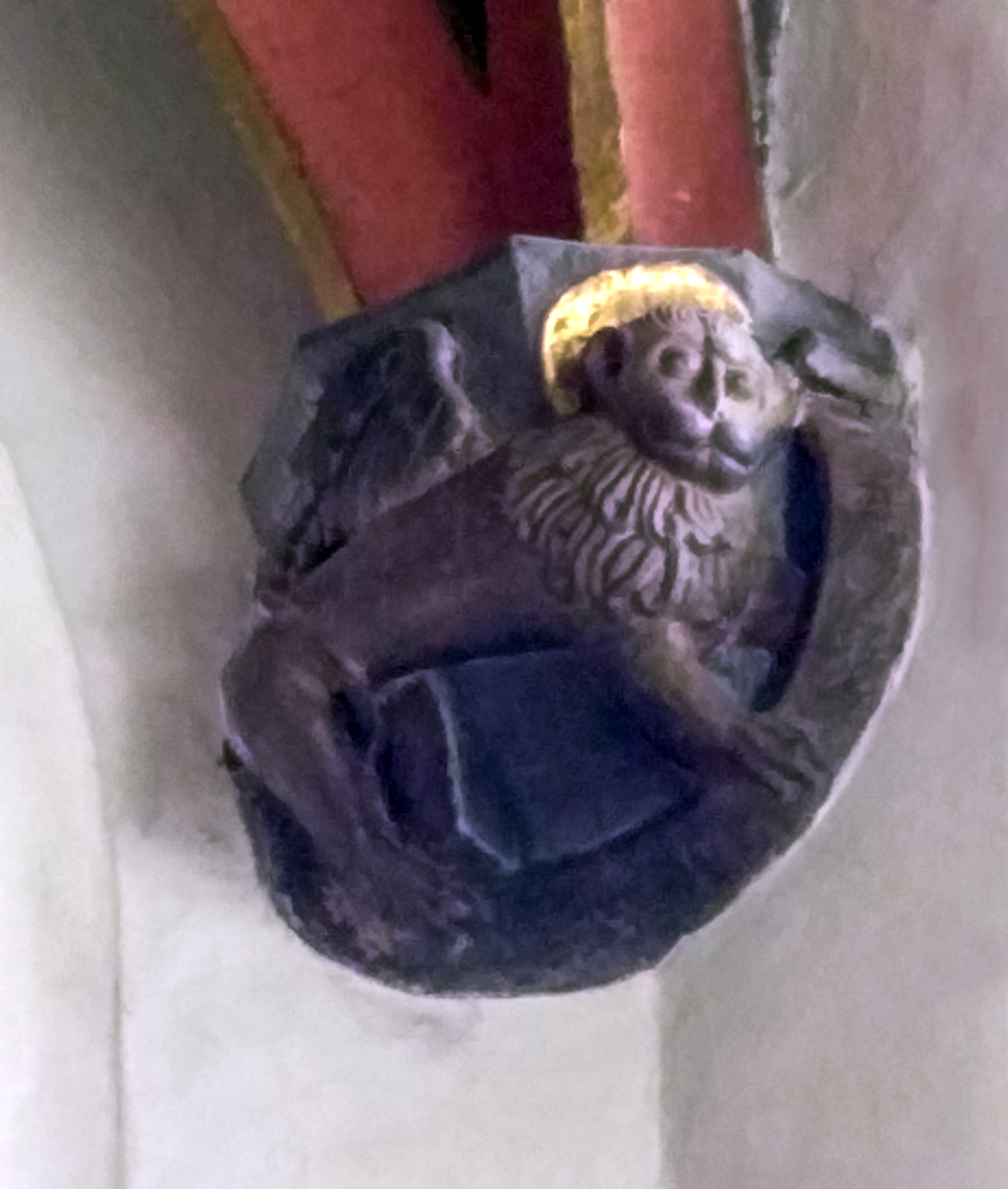
Löwe – Evangelist Markus
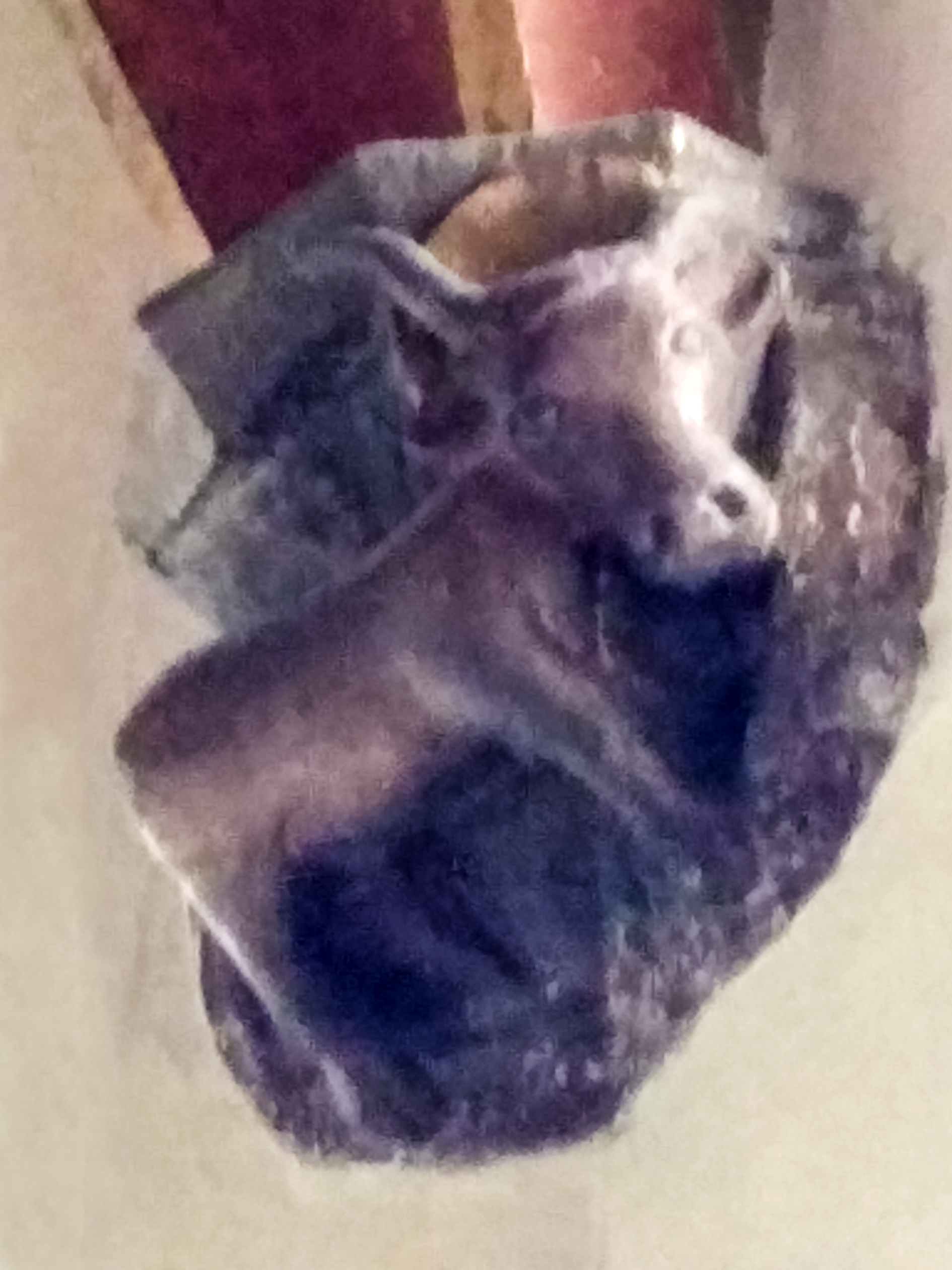
Stier – Evangelist Lukas
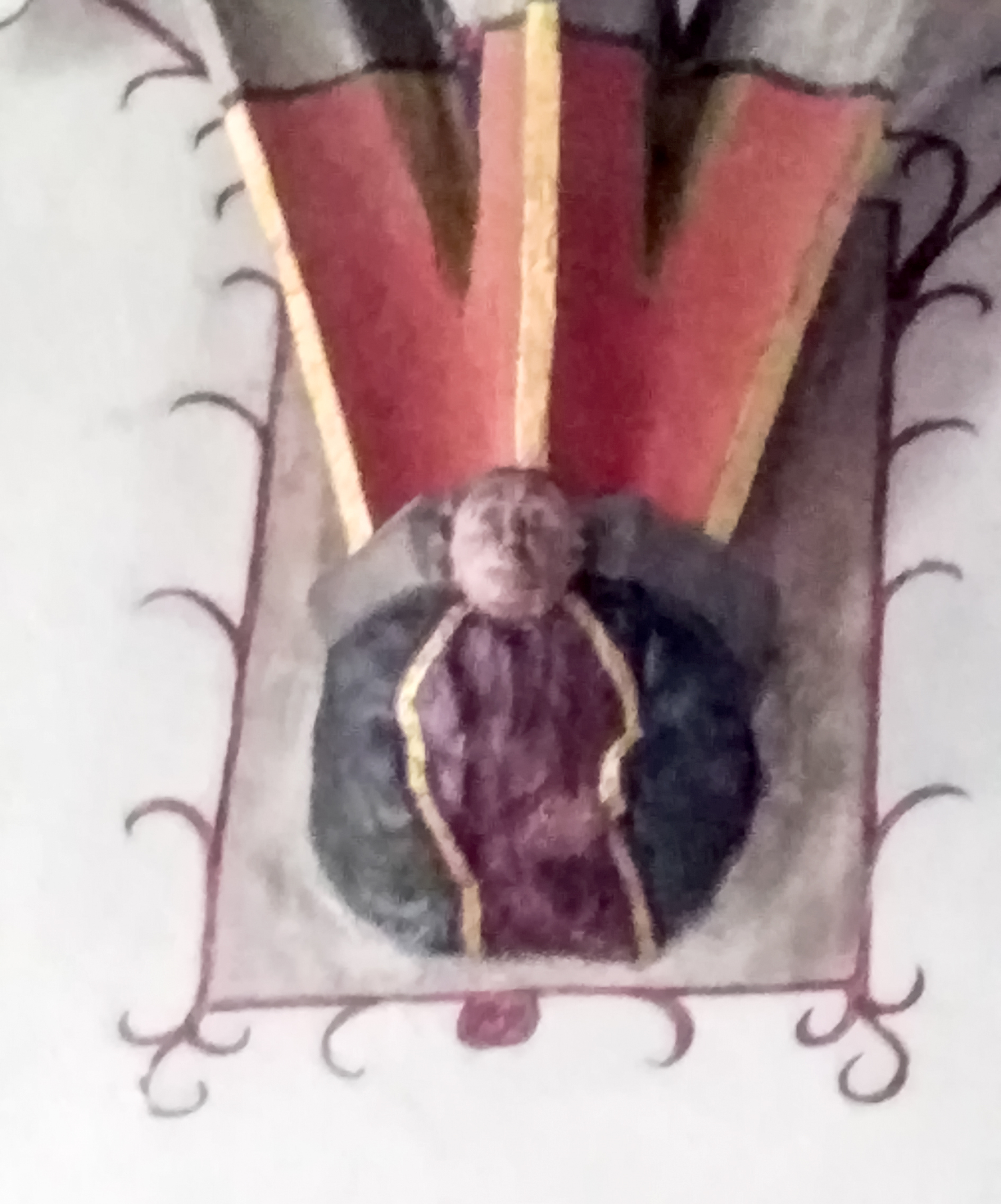
Mensch – Evangelist Matthäus
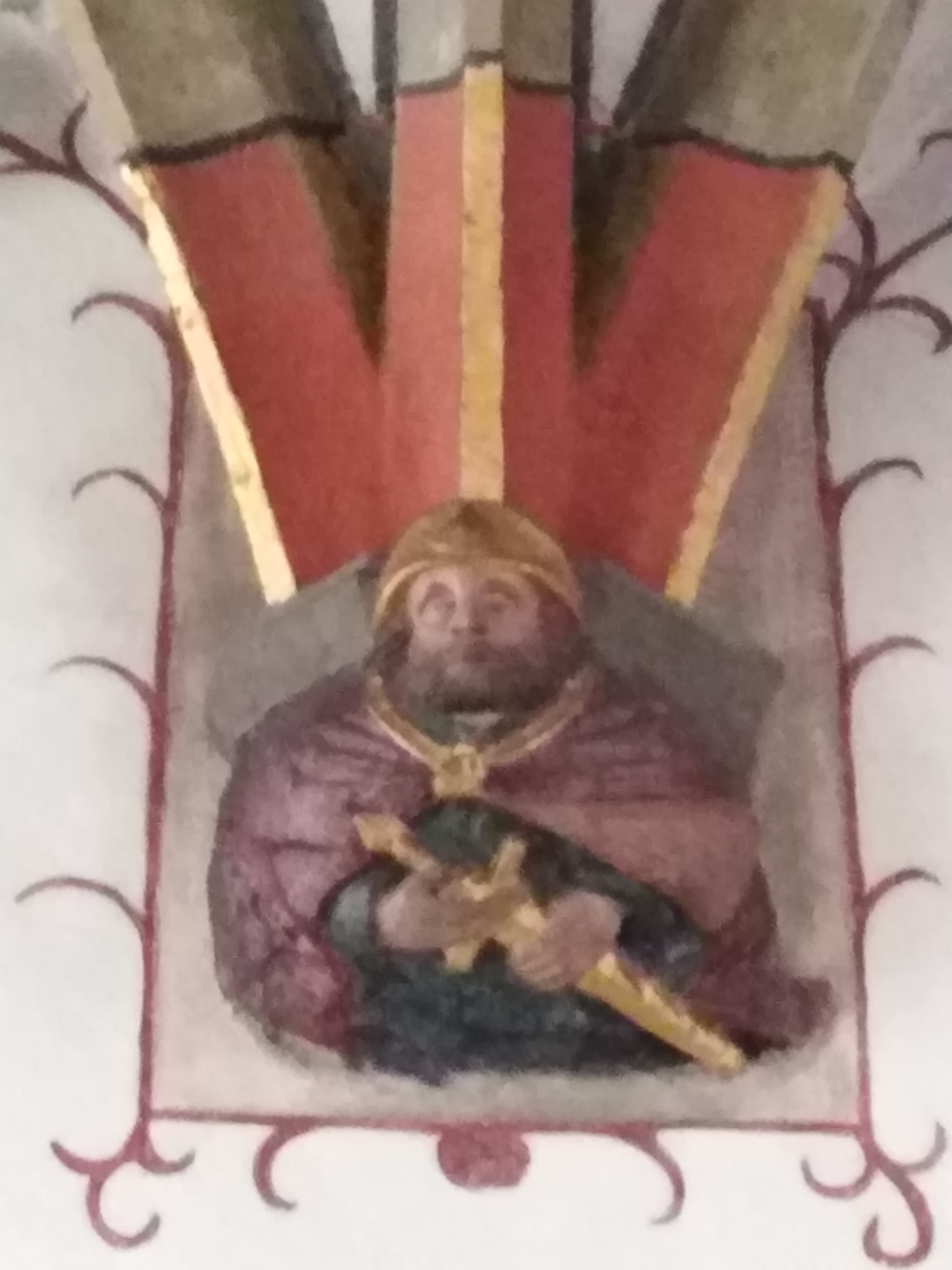
Hl. Jakob der Ältere

Figurenschmuck St. Mauritius

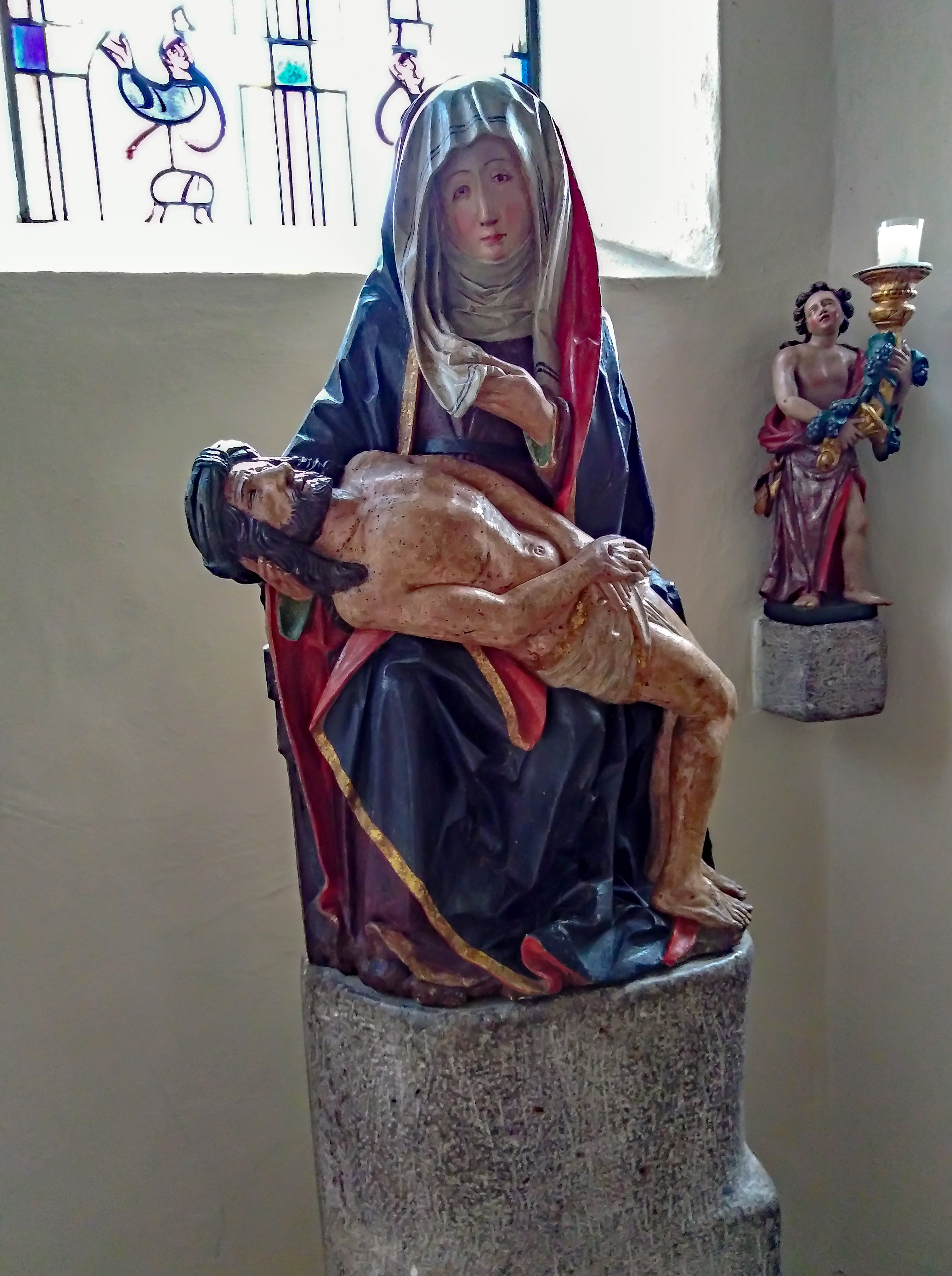
Spätgotische Pietà mit Leuchterengeln (um 1650)
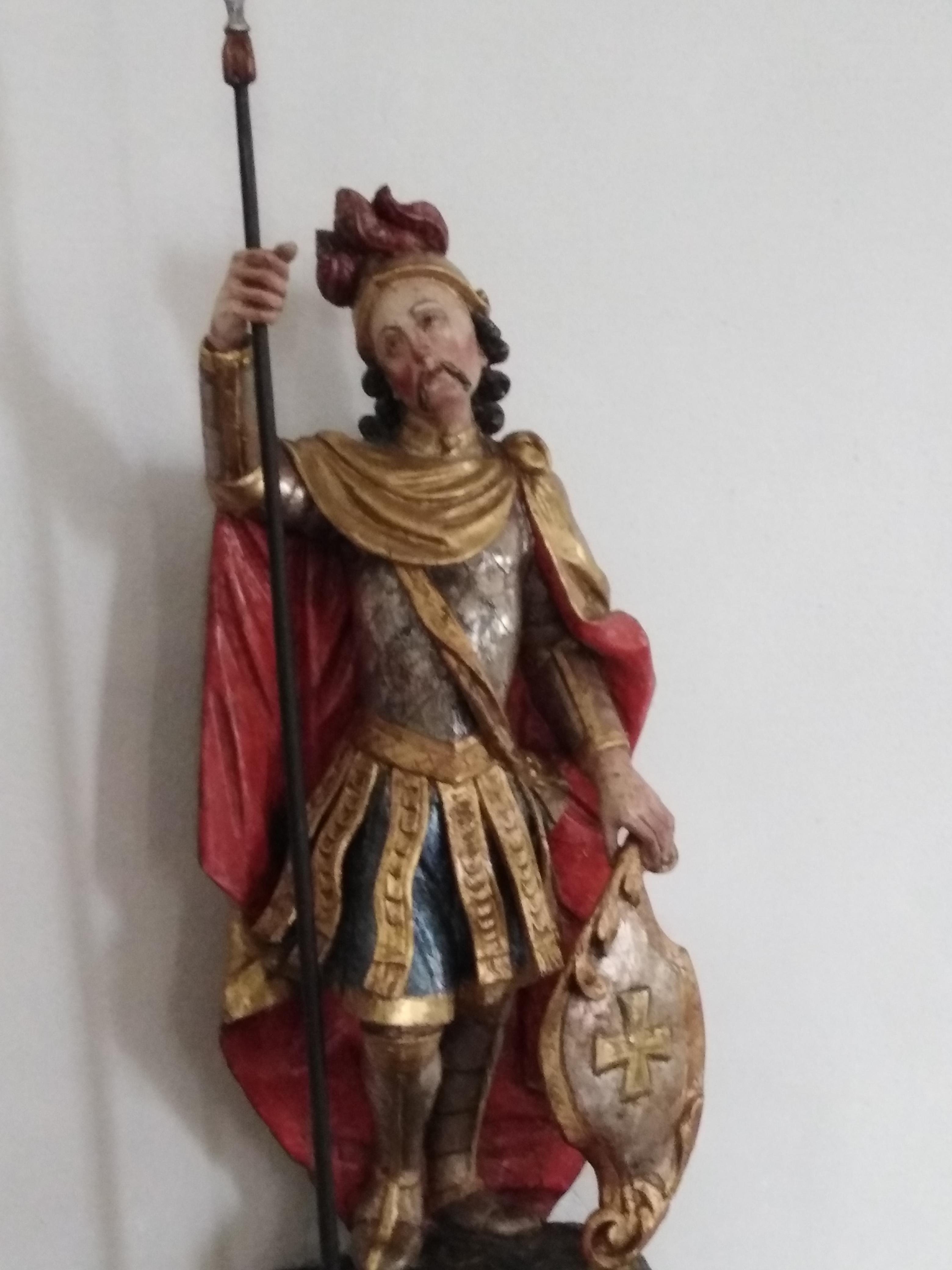
Hl. Mauritius
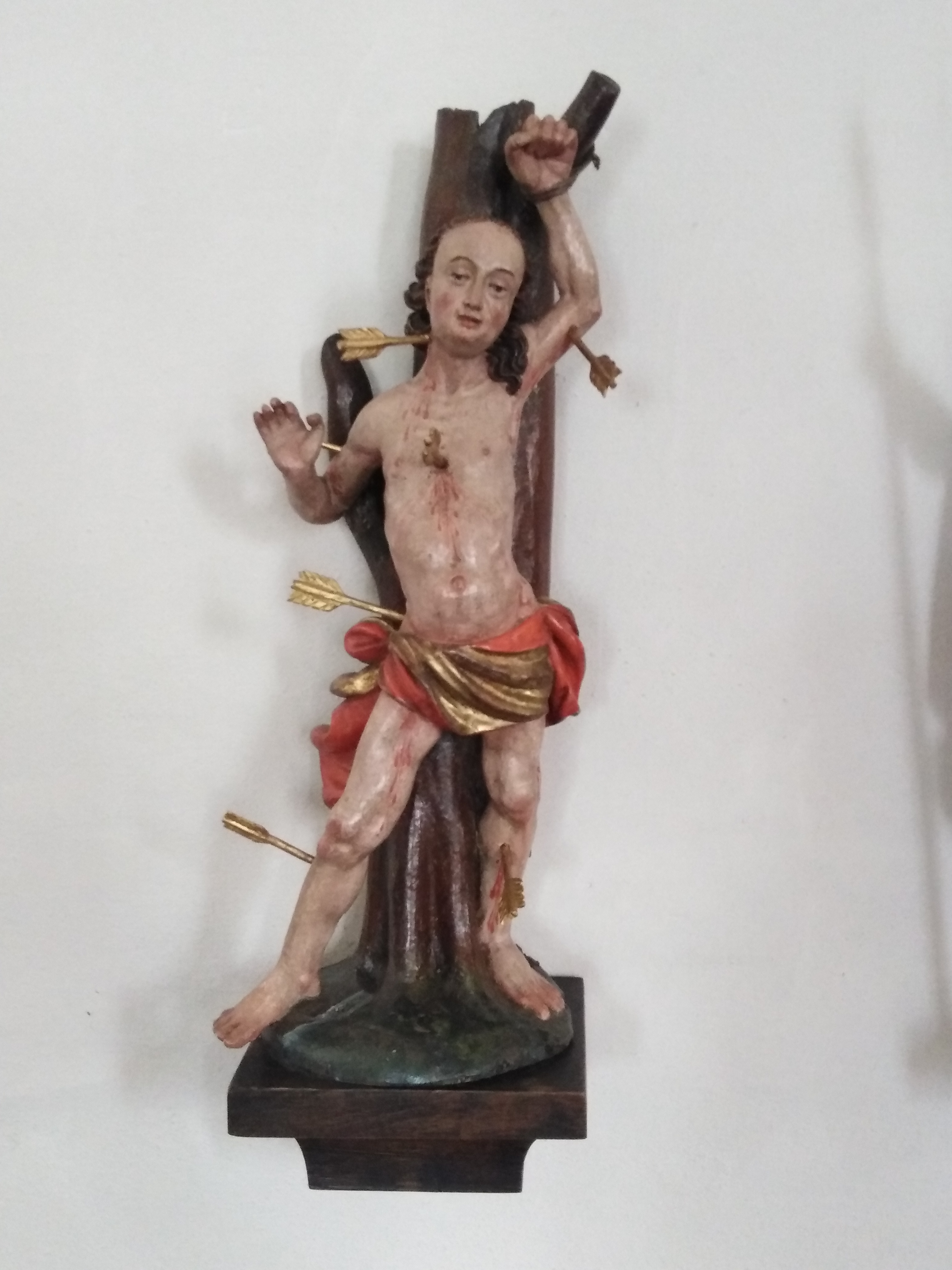
Hl. Sebastian
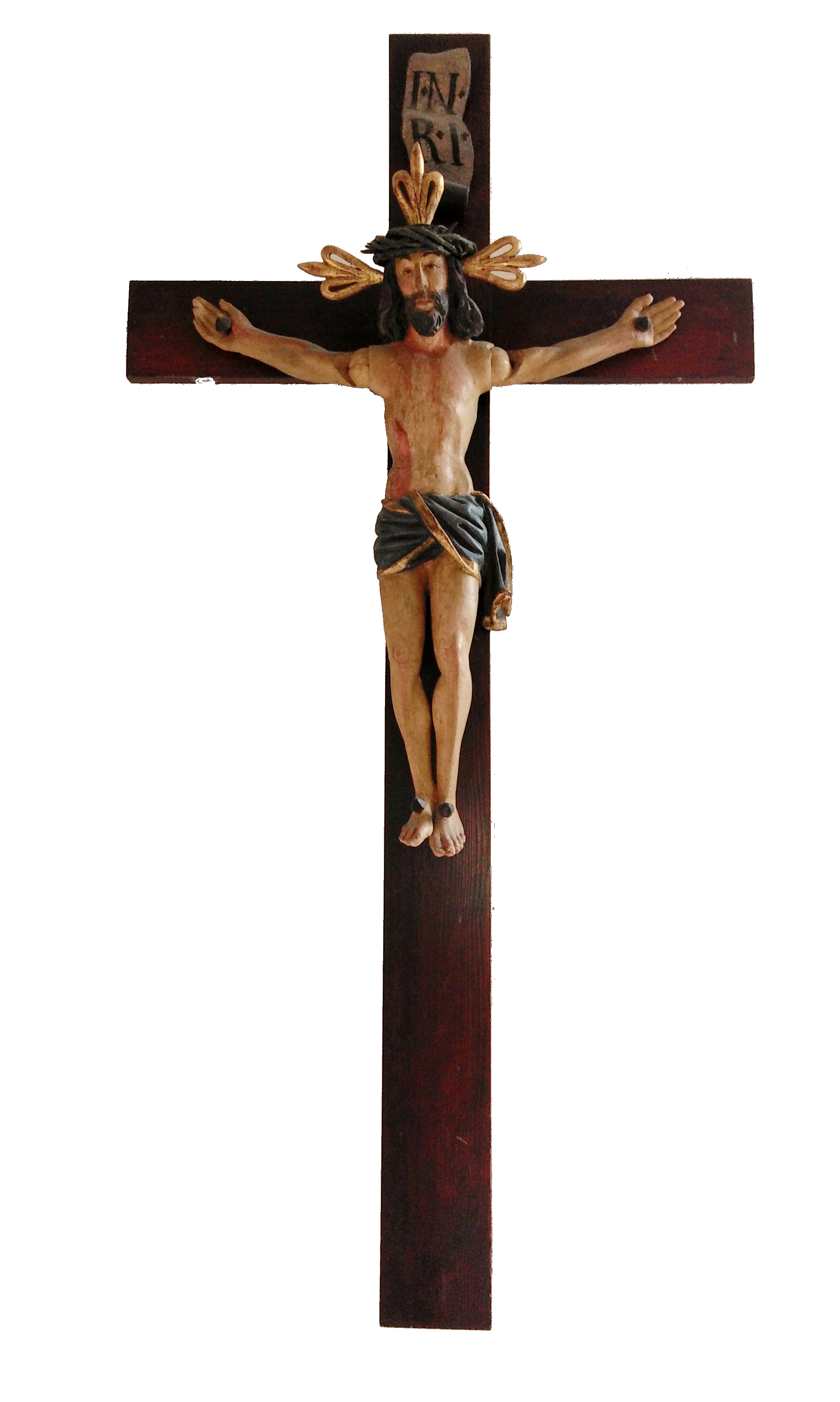
Kruzifix in der Sakristei

Seitenaltäre mit Altarblättern von Franz Sebald Unterberger (1706–1776)

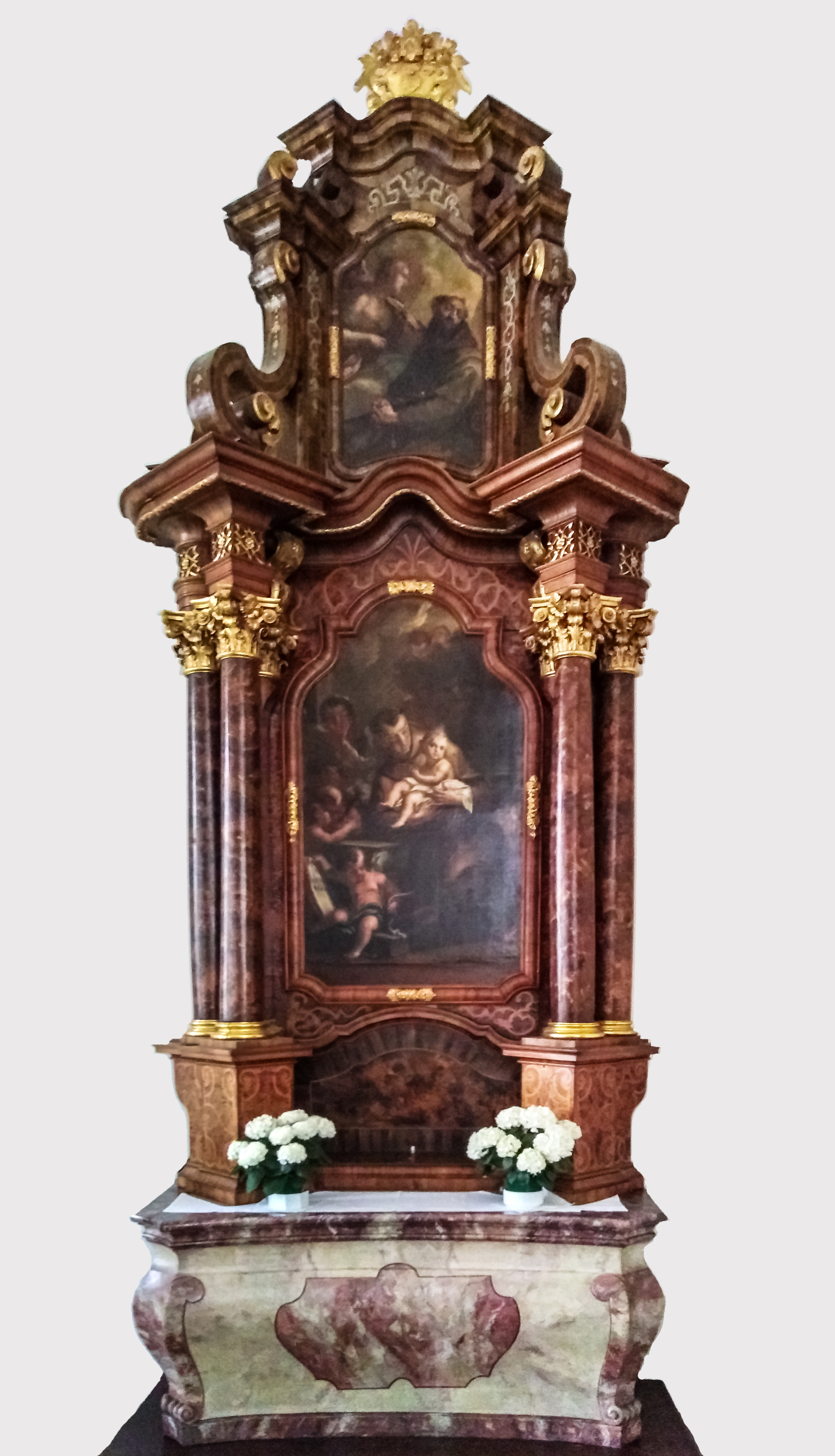
Hl. Antonius von Padua mit Jesuskind, darüber: Franziskus von Assisi erhält die Wundmale
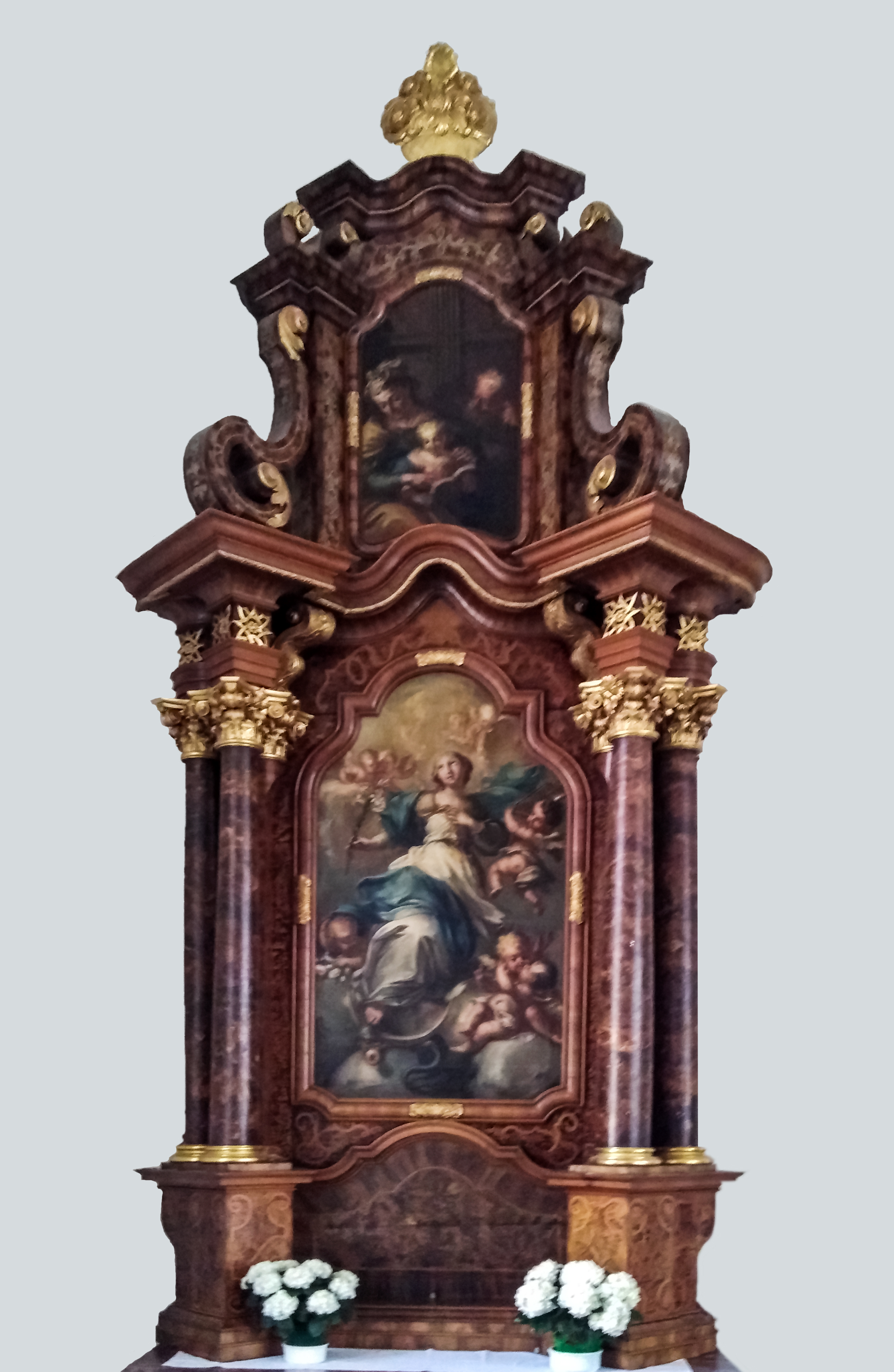
Himmelfahrt Mariens, darüber: Joachim und Anna unterrichten Maria im Lesen

## Audiovisuelles Material
- Bürger für Bochingen e. V. (Hrsg.): Bochingen gestern & heute. Göttingen 2016 (DVD) (u. a. mit Quellenmaterial: Bachmor’sche Chronik, Dreher)